# Леонардо Коељо Сантос
Леонардо Коељо Сантос (порт. Leonardo Coelho Santos; Рио де Жанеиро, 10. април 1995) бразилски је пливач чија специјалност су трке мешовитим стилом на 200 и 400 метара.

## Спортска каријера
Сантос је на међународној сцени дебитовао на светском првенству у малим базенима у кинеском Хангџоу 2018. где се такмичио у три дисциплине. Прво је у трци на 200 мешовито успео да се пласира у финале у ком је заузео шесто место, а потом је као члан штафете 4×200 слободно (заједно са Мелом, Шефером и Корејом) освојио златну медаљу у времену новог светског рекорда од 6:46,81 минута.  
На светском првенству у корејском Квангџуу 2019. наступио је у трци на 200 мешовито коју је окончао на 14. месту у полуфиналу, у два наврата поправљајући најбољи лични резултат. 
На Панамеричким играма у Лими 2019. освојио је две медаље, сребро на 400 мешовито и бронзу на 200 мешовито. 